# Duplominona amnica
Duplominona amnica is een platworm (Platyhelminthes). De worm is tweeslachtig. De soort leeft in zowel zout als zoet water.
Het geslacht Duplominona, waarin de platworm wordt geplaatst, wordt tot de familie Monocelididae gerekend. De wetenschappelijke naam van de soort werd voor het eerst geldig gepubliceerd in  door Ball & Hay1977).